# Robert Green
Robert Paul Green (nascut a Chertsey, Surrey, el 18 de gener del 1980), més conegut simplement com a Robert Green o Green, és un futbolista professional anglès que actualment juga de porter al Queens Park Rangers de la Premier League anglesa. Green debutà a la selecció de futbol d'Anglaterra el 2005.